# 堡状卷云
堡状卷云（学名：Cirrus castellanus，缩写： Ci cas  )，是卷云的一种。堡状卷云的隆起部分相对稠密，形态呈圆球或纤维状，有时还会呈现出类似角楼或炮塔的样貌。这些隆起排成一列，下端相连于共同的云底。当堡状卷云相对于观察者的高度角在30°以上时，这些隆起部分的视场角通常在1°左右，而堡状卷积云的视场角通常小于1°，这可作为区分两者的依据。